# کروج (فلاورجان)
کروچ (فلاورجان)، روستایی از توابع بخش مرکزی شهرستان فلاورجان در استان اصفهان ایران است.

## جمعیت
این روستا در دهستان گلستان (فلاورجان) قرار دارد و براساس سرشماری مرکز آمار ایران در سال ۱۳۹۵، جمعیت آن ۴٬۶۵۴ نفر (هه۸۴۷خانوار) بوده‌است.